# جيمس أشيسون
جيمس أشيسون (بالإنجليزية: James Acheson)‏ هو مصمم أزياء تقليدية بريطاني، ولد في 1946 في ليستر في المملكة المتحدة.

## وصلات خارجية
- جيمس أشيسون على موقع IMDb (الإنجليزية)
- جيمس أشيسون على موقع قاعدة بيانات برودواي على الإنترنت (الإنجليزية)
- جيمس أشيسون على موقع قاعدة بيانات الفيلم (الإنجليزية)